# Coprinus comatus
Il Coprinus comatus (O.F. Müll.), appartenente alla famiglia delle Coprinaceae, è uno dei pochi funghi commestibili del genere Coprinus.
Il colore bianco del carpoforo, le numerose squame sul cappello, la taglia slanciata e spesso assai sviluppata (se confrontata ai suoi congeneri), ed il gambo leggermente più ingrossato alla base rendono questa specie facilmente identificabile.
Da adulto la carne diventa deliquescente e spesso è possibile osservare del liquido nero che sgocciola dal cappello; per tale motivo questa specie, unitamente al Coprinus atramentarius, viene appellata "fungo dell'inchiostro".

## Descrizione della specie

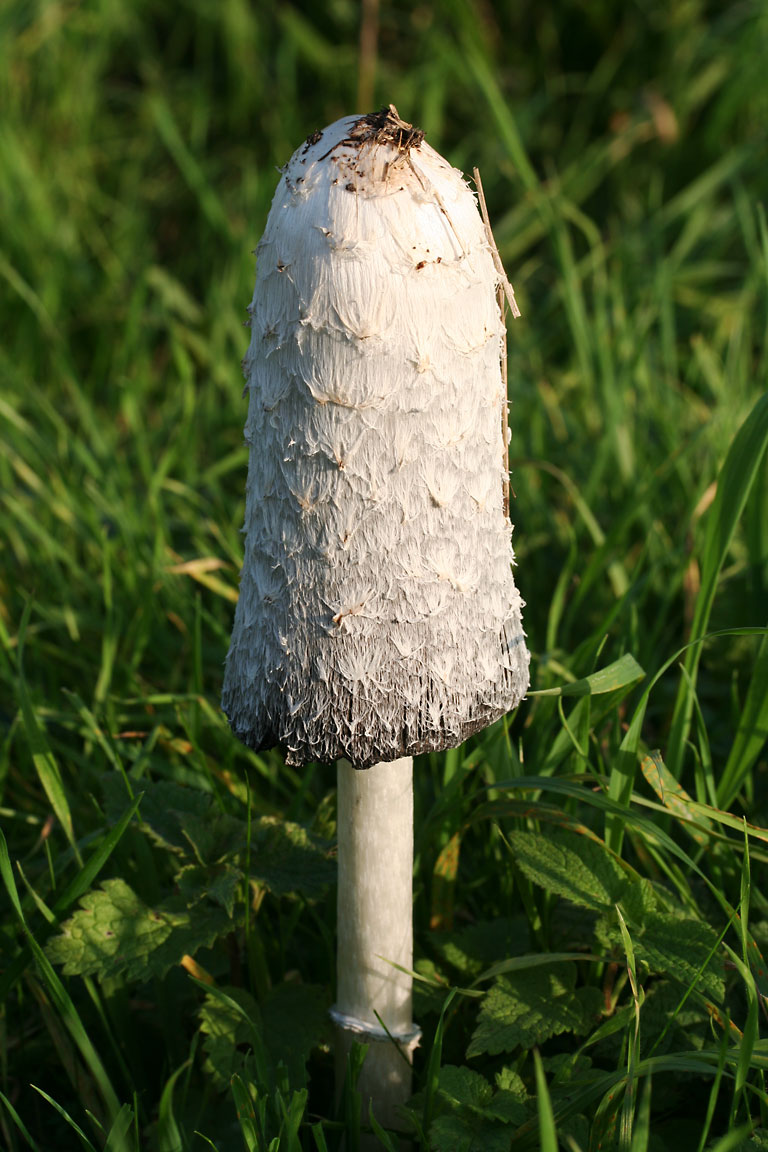
Coprinus comatus

Cappello 
5–20 cm x 3–7 cm, prima ovoidale, poi conico-campanulato, non molto carnoso.
Cuticolainizialmente bianca e sericea, presto si frammenta in squame filamentose da biancastre a bruno-chiaro su fondo bianco, con disco centrale unito ed ocraceo.
Margineprima involuto, presto revoluto, arricciato, fessurato, di colore nerastro e deliquescente.
 Lamelle 

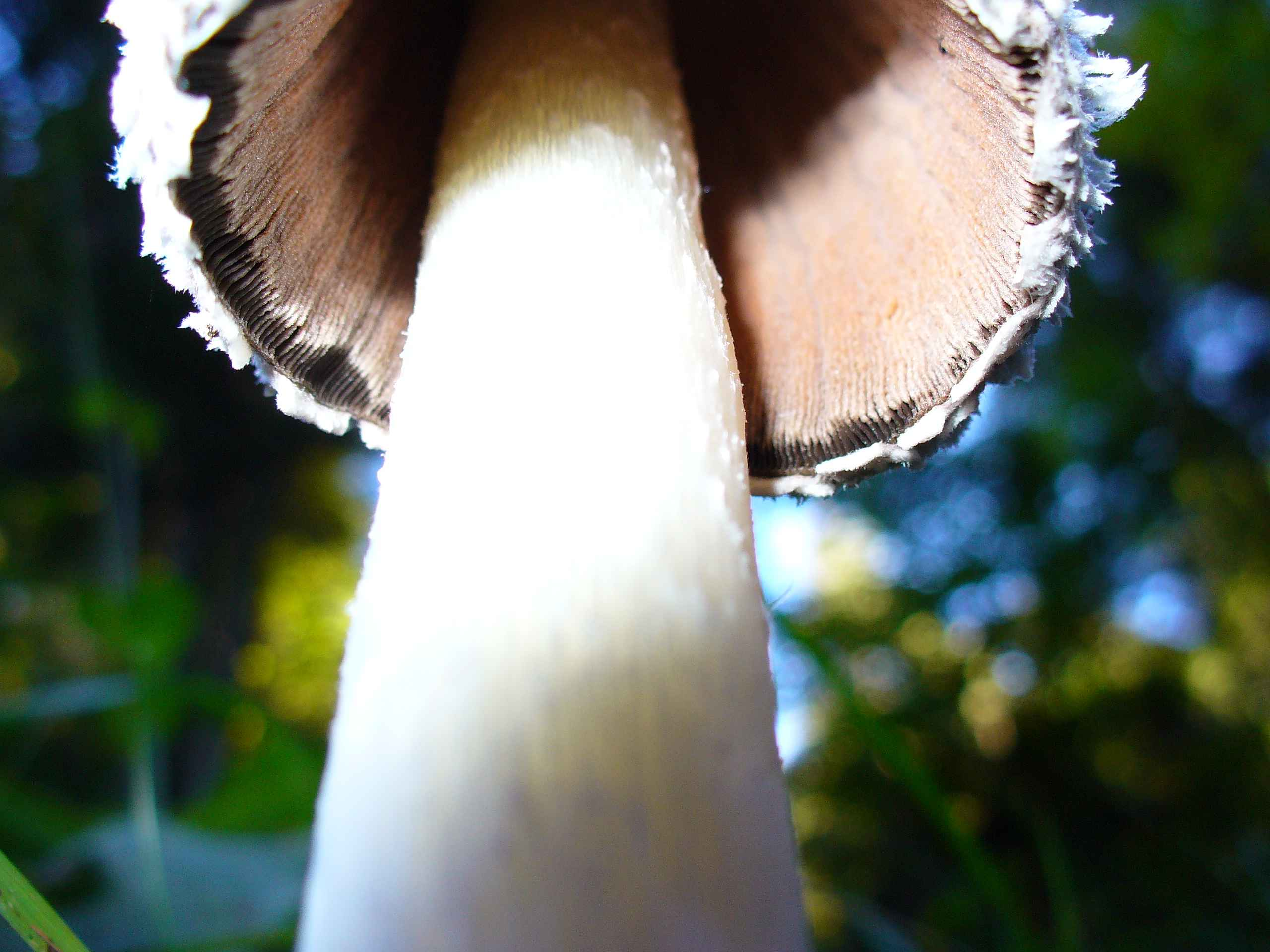
Dettaglio di Coprinus comatus - Lamelle

Sottili, ineguali, molto fitte, alte, tipicamente parallele, libere al gambo, prima bianche, poi passano, a partire dal filo, gradatamente a una colorazione rosa e infine viola-nerastra diventando deliquescenti.
 Gambo 
10-20 x 1-2,5 cm, bianco, sericeo, separabile dal cappello, liscio, cavo, cilindrico, attenuato all'apice e lievemente ingrossato alla base, radicante, decorato con sottili fibrille concolori.
 Anello 

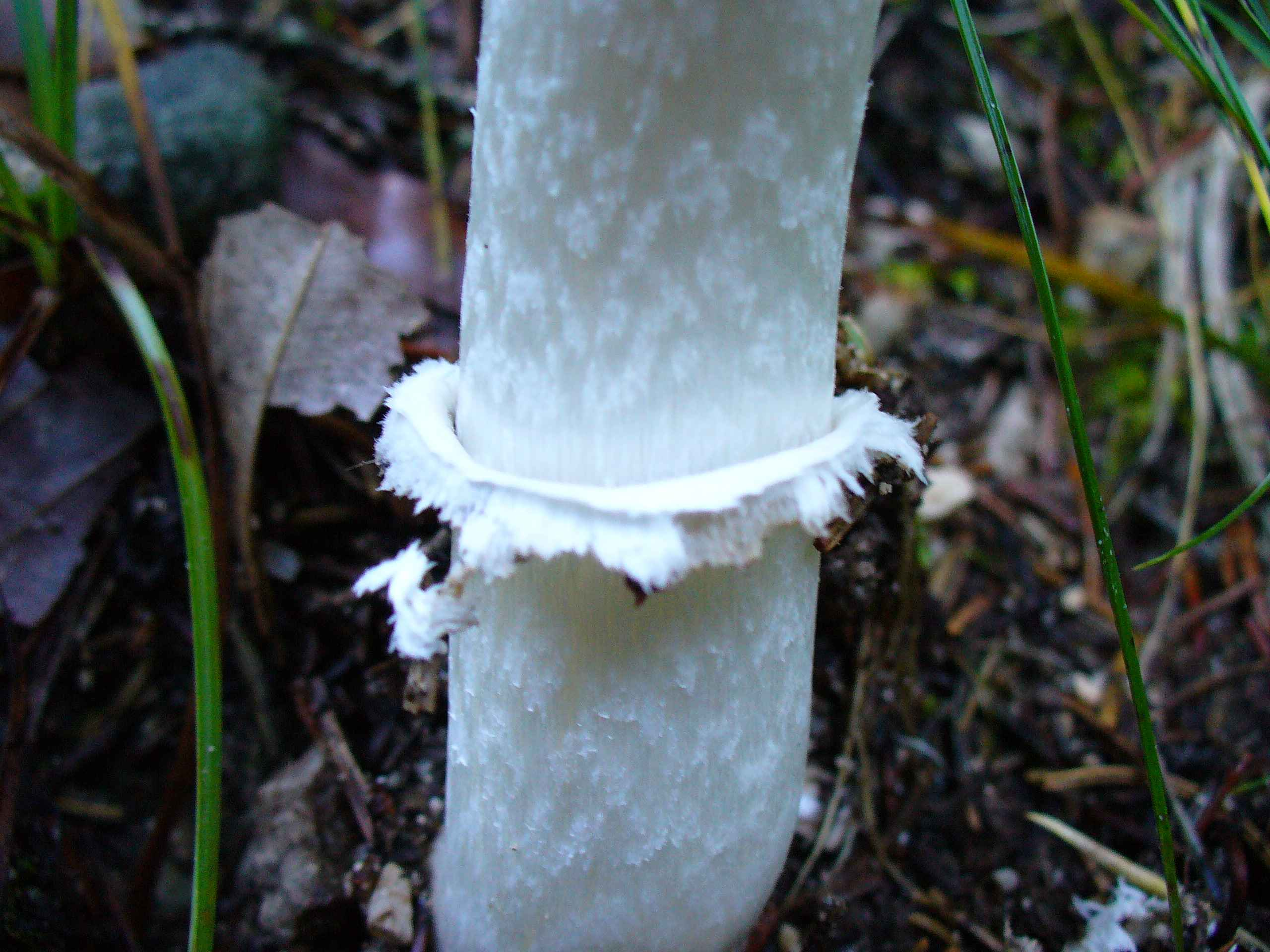
Dettaglio di Coprinus comatus - Anello

Mobile, membranoso, esile e fugace, mediano o situato alla base, bianco, a volte nerastro in maturità per il deposito delle spore.
 Carne 
Esigua, acquosa e tenera nel cappello, presto fibrosa nel gambo, bianca negli esemplari giovani, deliquescente negli esemplari meno giovani.
- Odore: caratteristico, complesso, non ben definibile, comunque gradevole. Leggermente aromatico negli esemplari essiccati oppure in quelli più esposti al sole.
- Sapore: non particolare ma gradevole.

 Microscopia 
Sporeda ellissoidali a ovoidali, nerastre in massa, lisce, con poro germinativo centrale, 10-14 x 6,5-8,5 µm.
Basiditetrasporici, 28-43 x 10-13 µm.
Pleurocistidiassenti.
Cheilocistidi40-110 x 15-40 µm, ellissoidali, ovoidali, oblunghi, utriformi o subcilindrici.

## Habitat
Specie comune, fruttifica dalla primavera all'autunno, isolato o a gruppi numerosi, nei campi, orti, in terreni di riporto o comunque sciolti, sabbiosi e ricchi di sostanze organiche; predilige piccoli frammenti di legno in decomposizione, trucioli e segatura.
Ricostruire l'habitat per la coltivazione è abbastanza semplice in quanto è sufficiente ammassare legname sul terreno; la decomposizione della legna crea le condizioni ideali alla crescita di questa specie.

## Crescita
La foto sulla sinistra mostra un esemplare maturo. Invece sulla destra si riporta lo stesso carpoforo 24 ore dopo: è possibile osservare l'inchiostro che "sgocciola" dalle lamelle.

Questo a conferma della facile deperibilità della carne di questa specie.

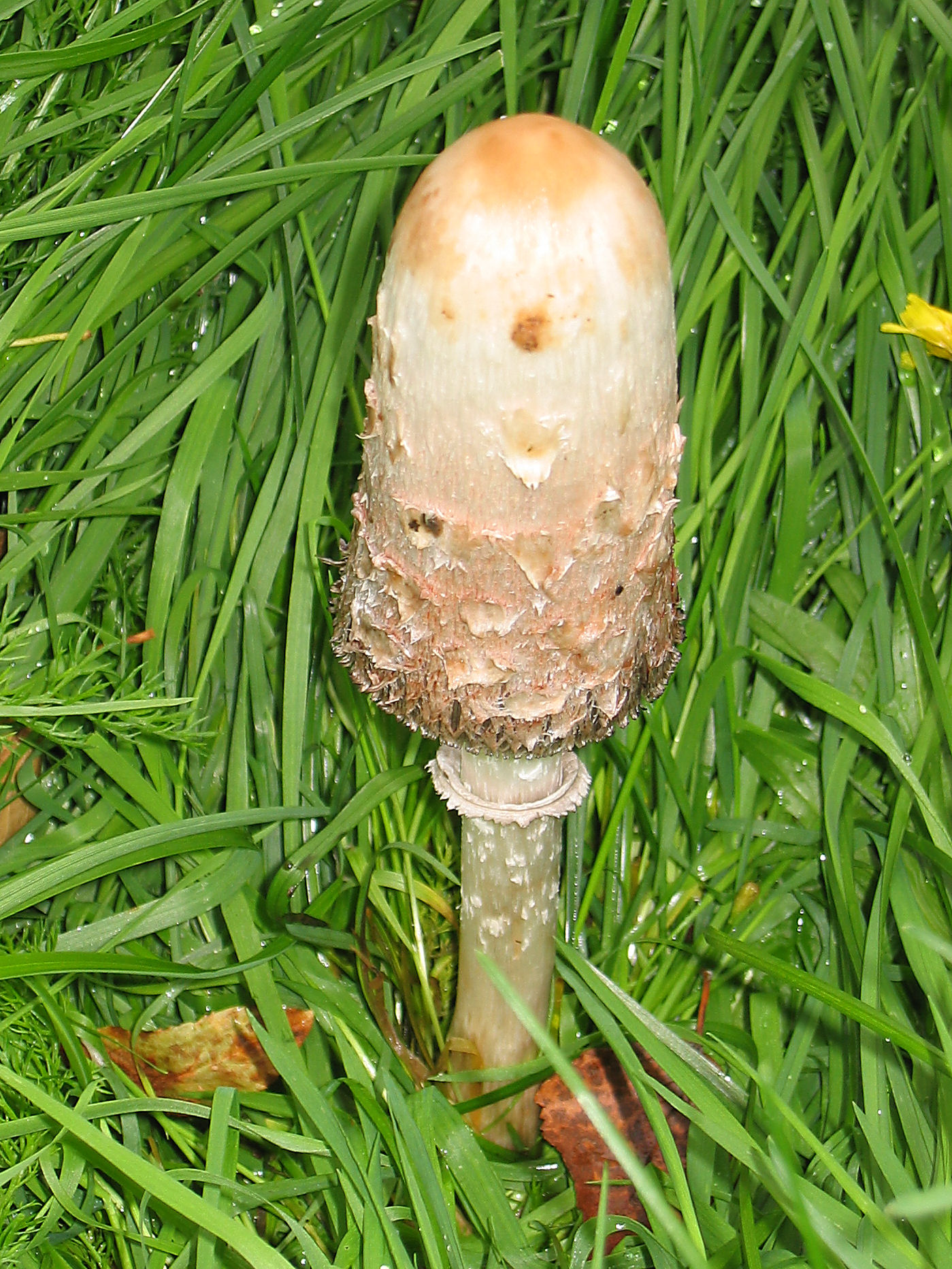
Esemplare di C. comatus
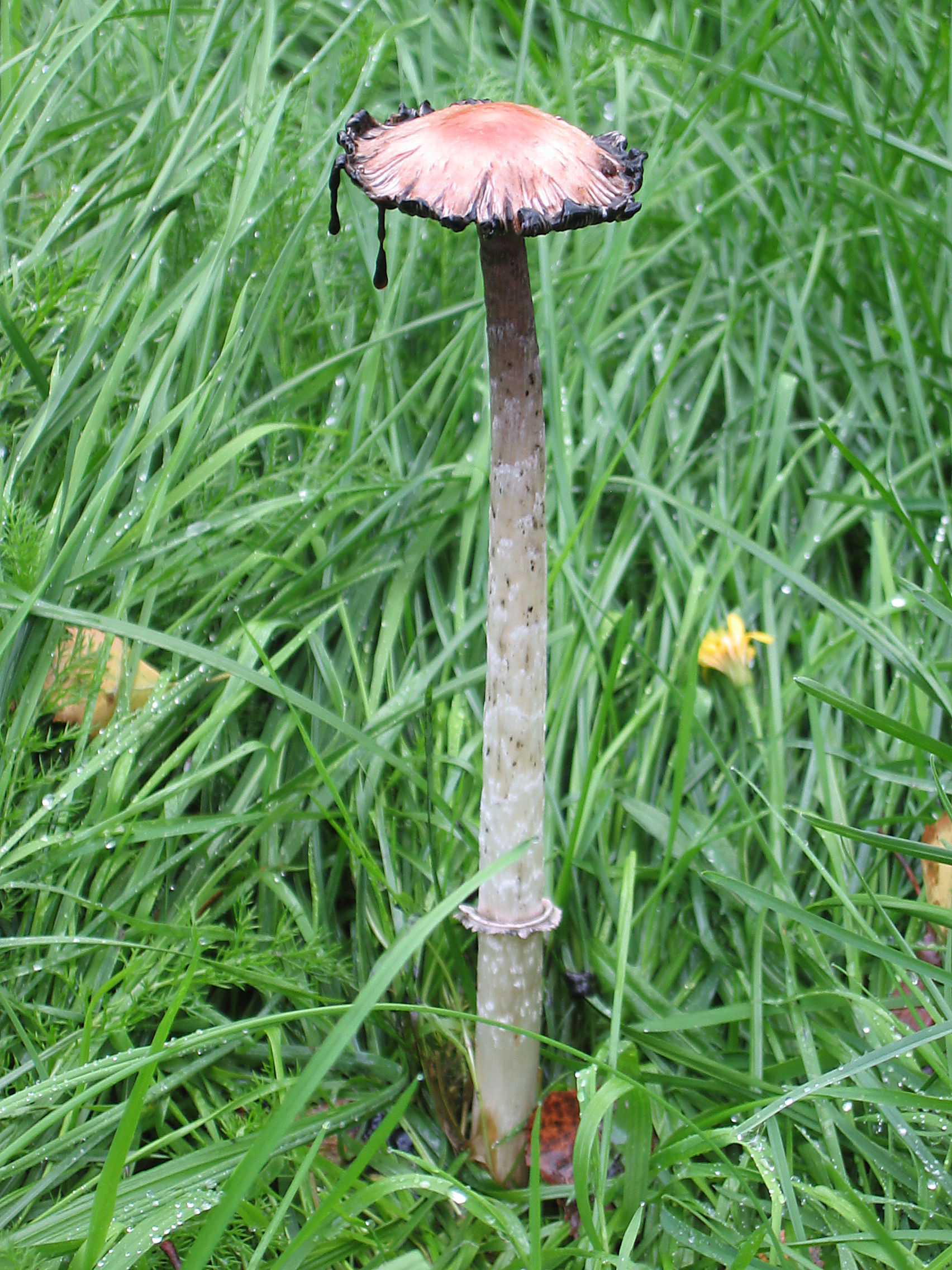
... lo stesso esemplare dopo 24 ore

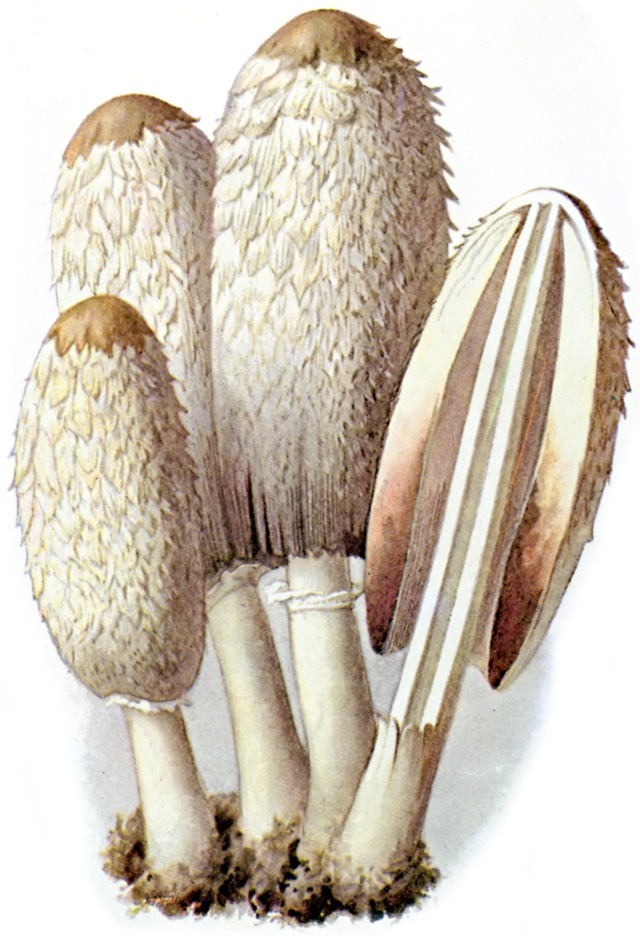
Albin Schmalfuß,
disegno di C. comatus (1897)

## Commestibilità
Ottimo commestibile quando tutto il carpoforo è ancora bianco, ovvero quando il fungo è giovane, immaturo e freschissimo.
Senza valore quando inizia a diventare deliquescente, vivamente sconsigliato.
A differenza di altri funghi del genere Coprinus e Coprinopsis, C. comatus non contiene coprina.
Alcuni studi hanno evidenziato che questo fungo assorbe mercurio e altri metalli pesanti dal substrato in cui fruttifica; è opportuno pertanto consumarlo con attenzione e moderazione, anche in relazione al luogo della raccolta.

## Galleria d'immagini

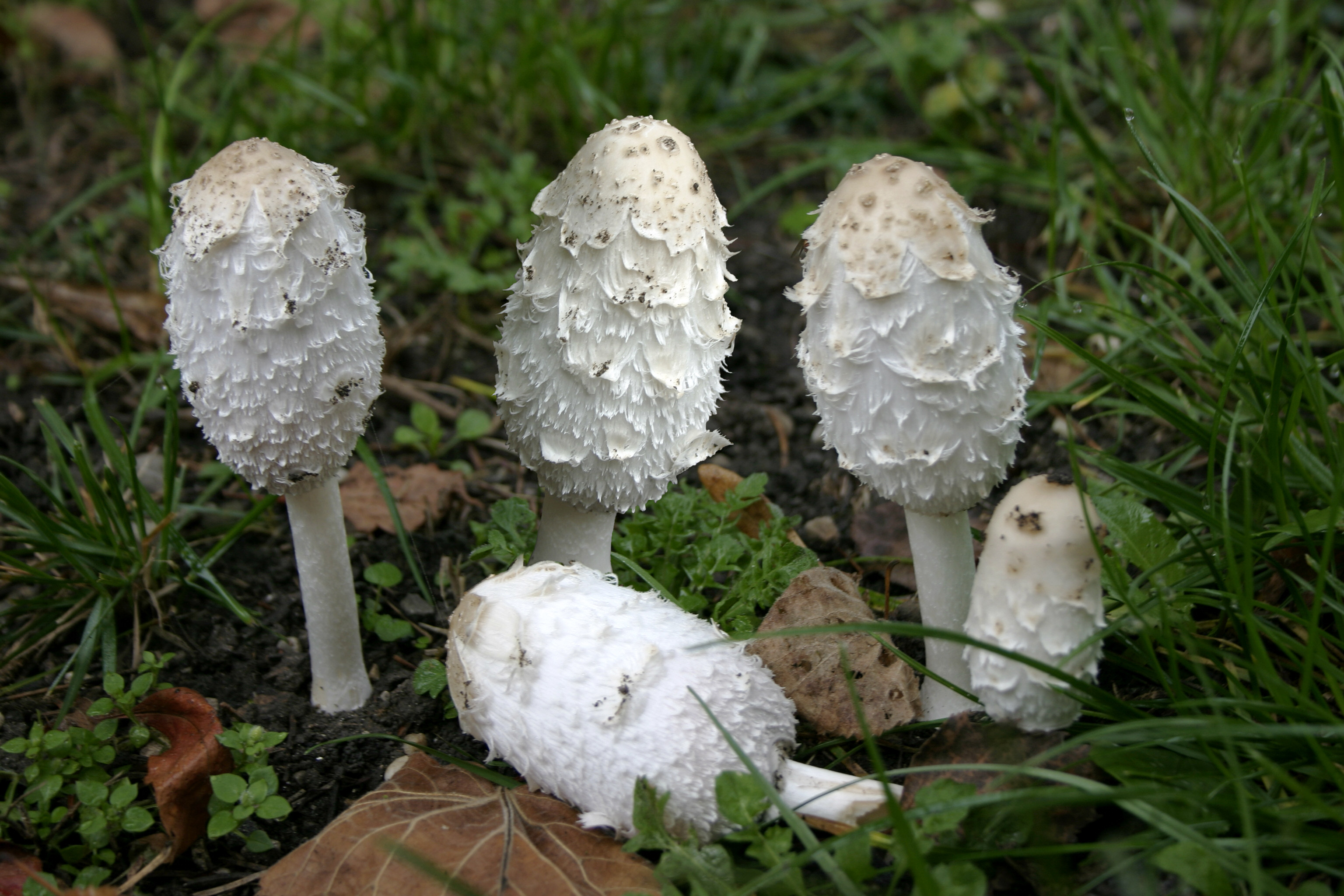
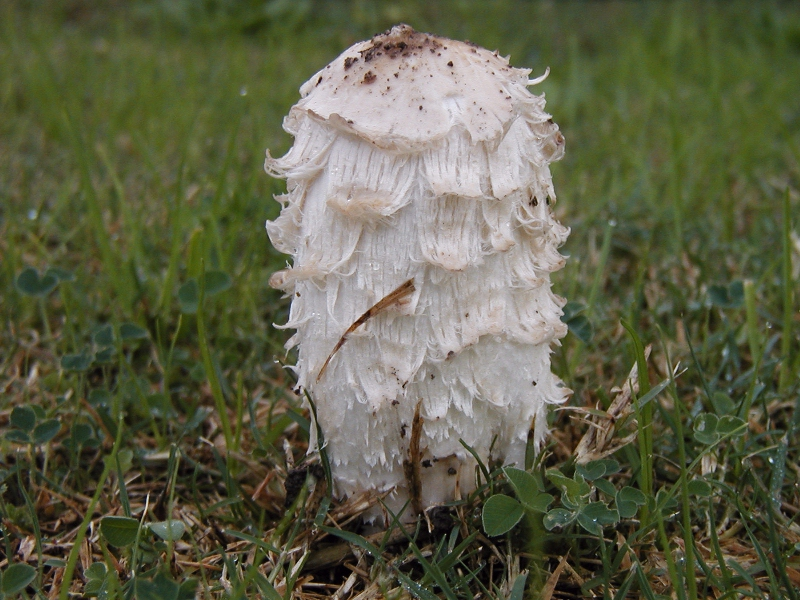
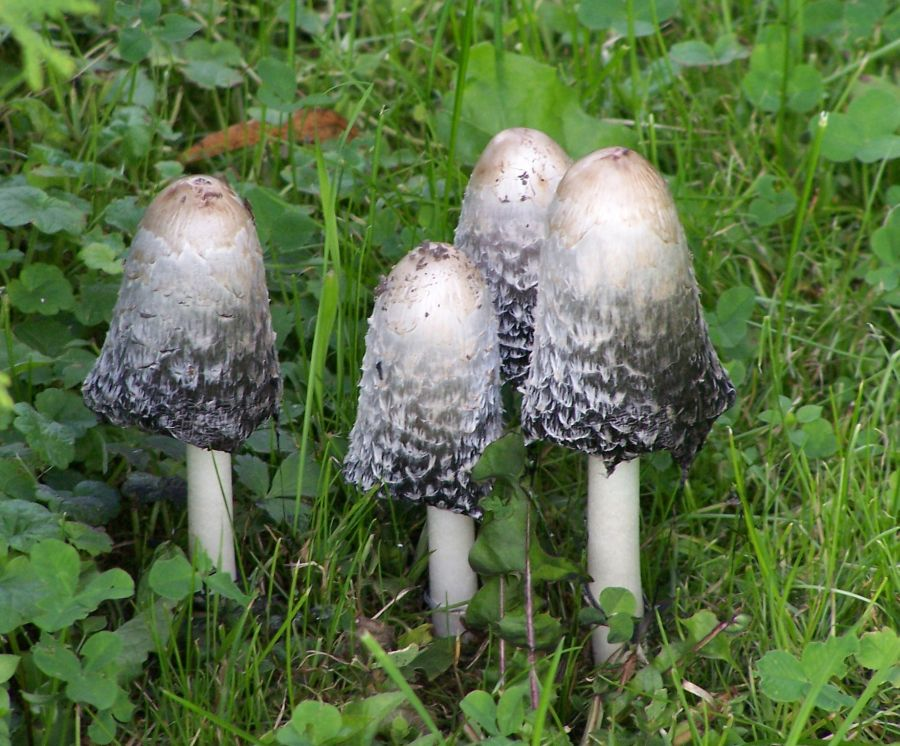
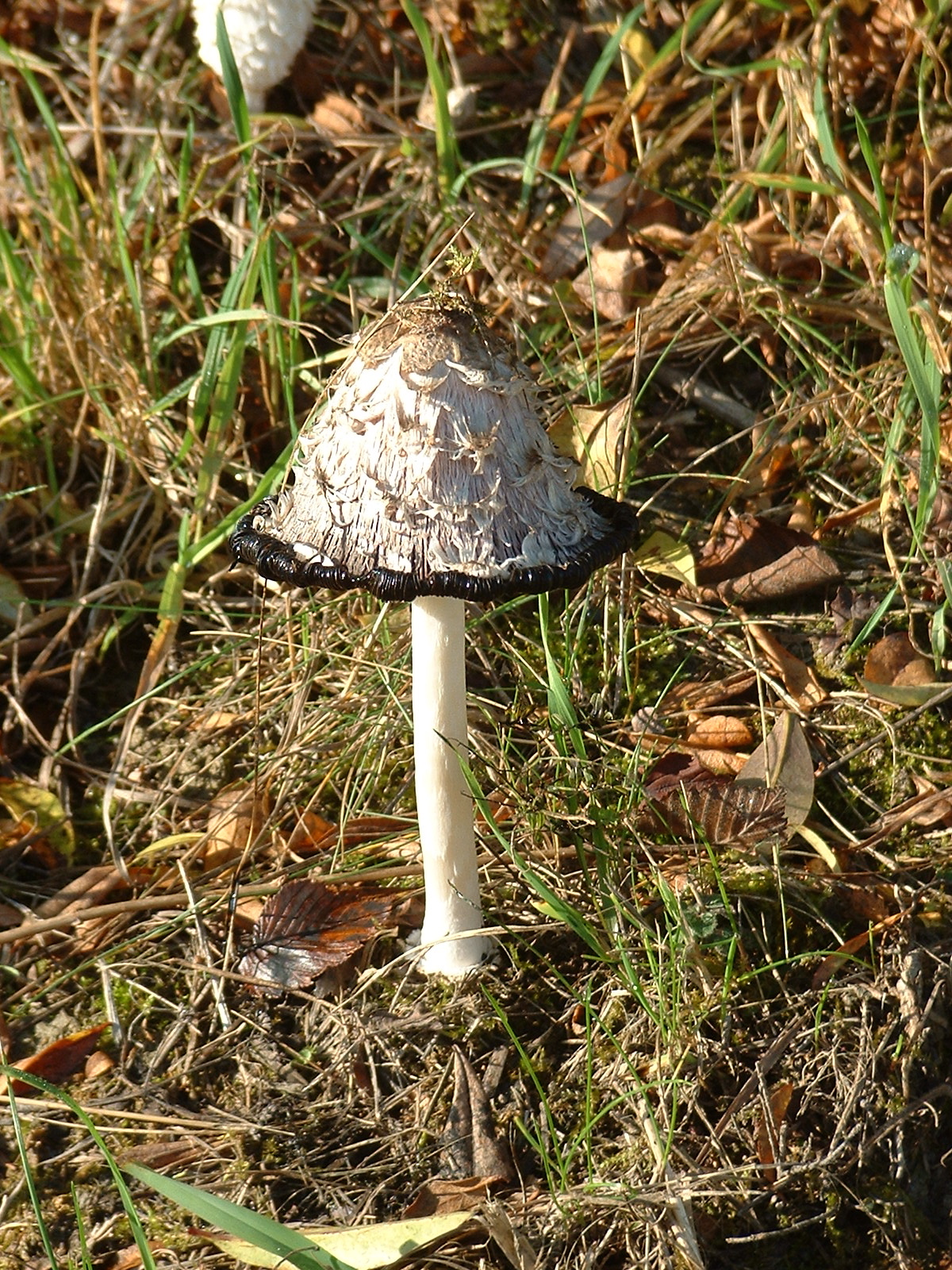
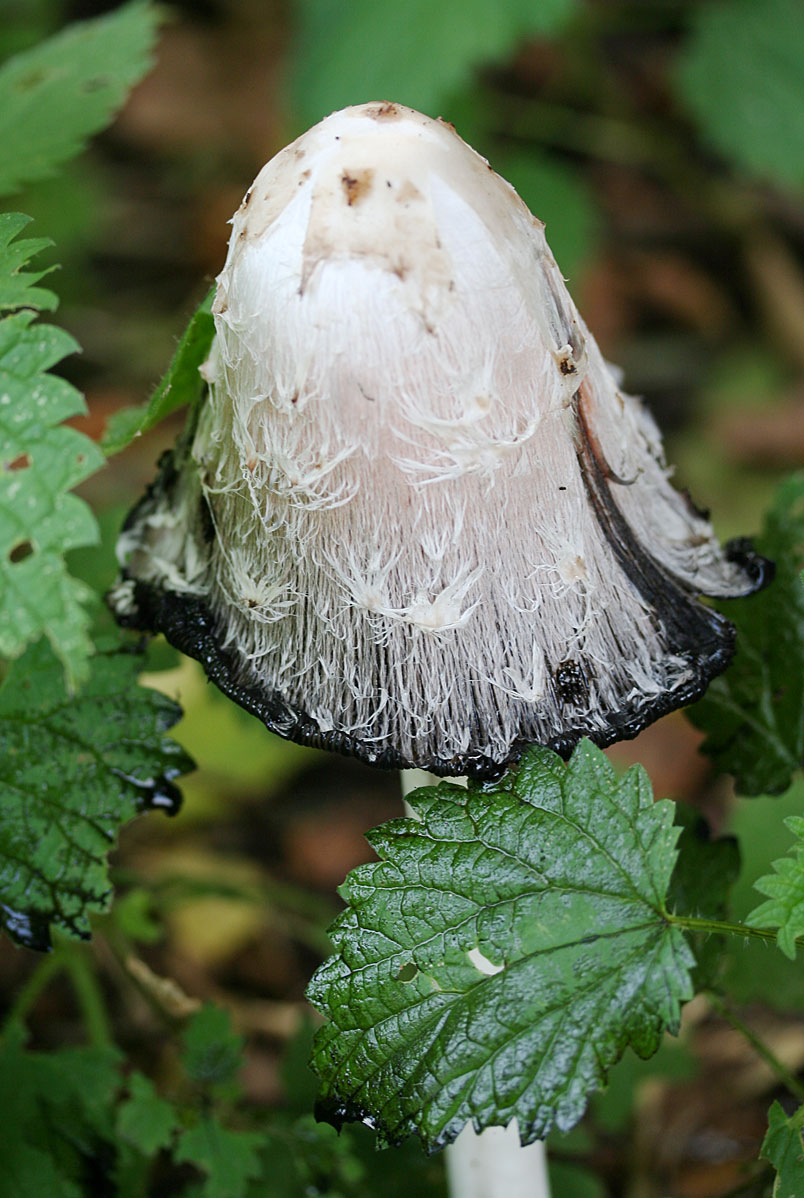
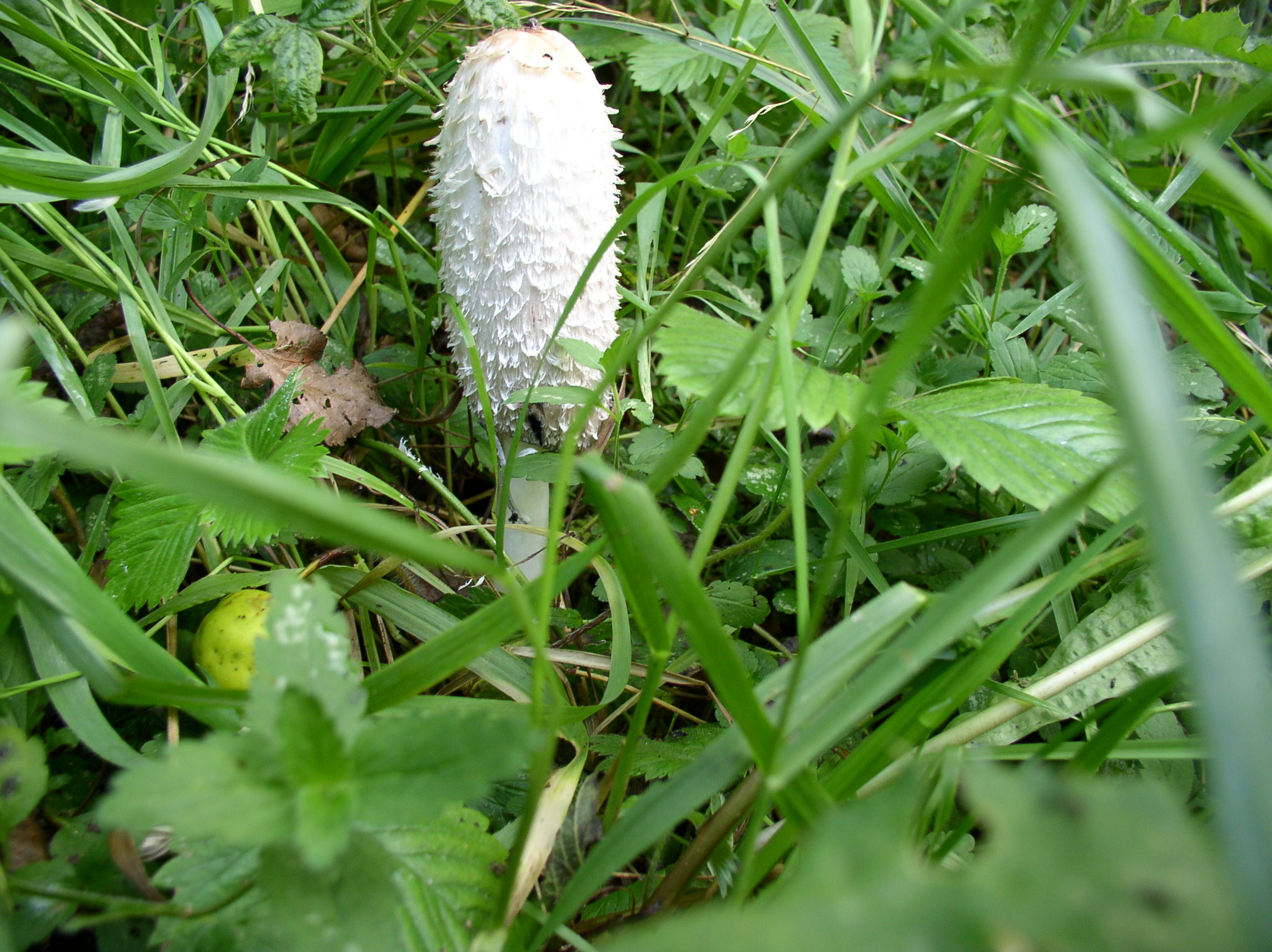
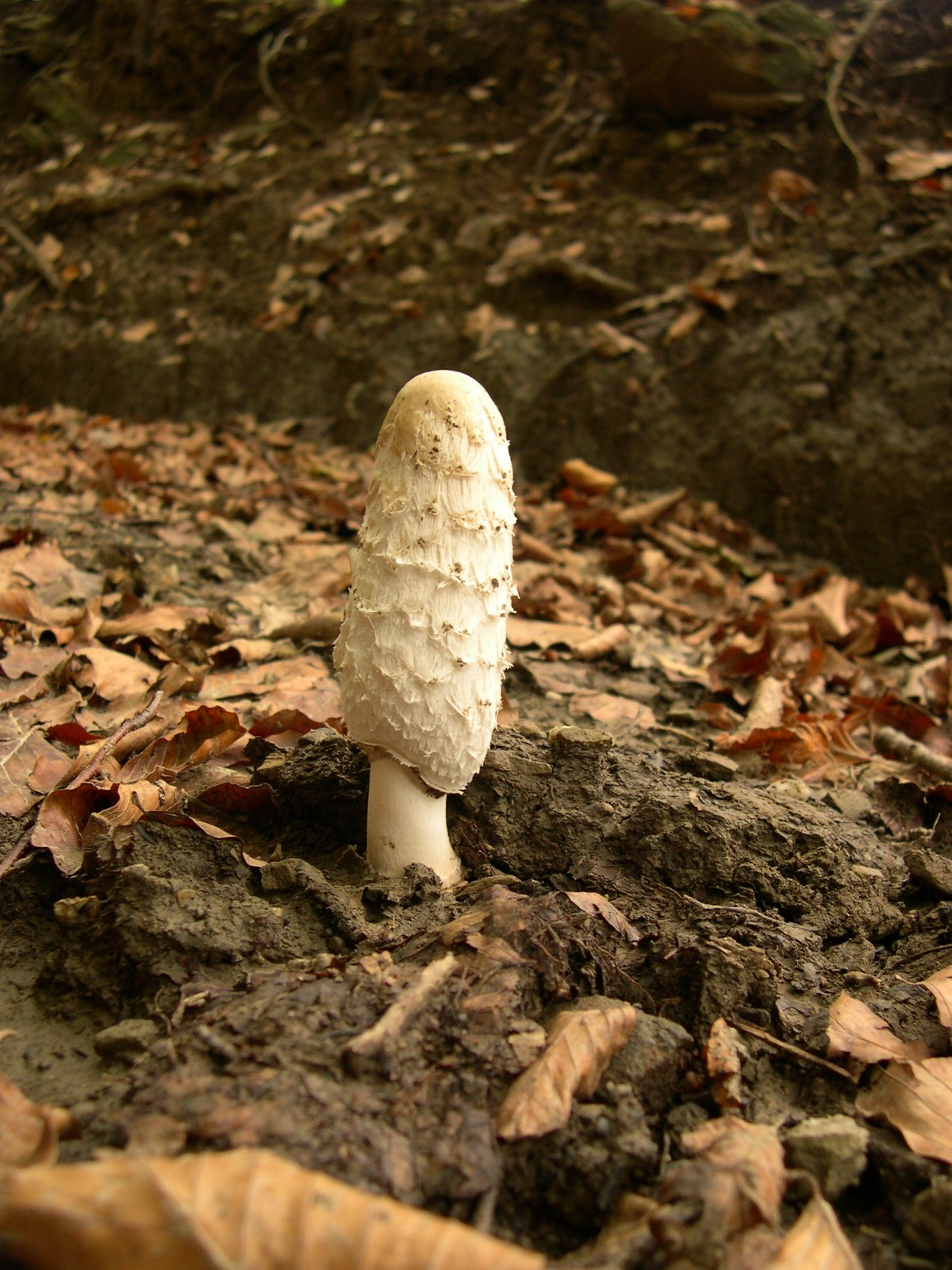
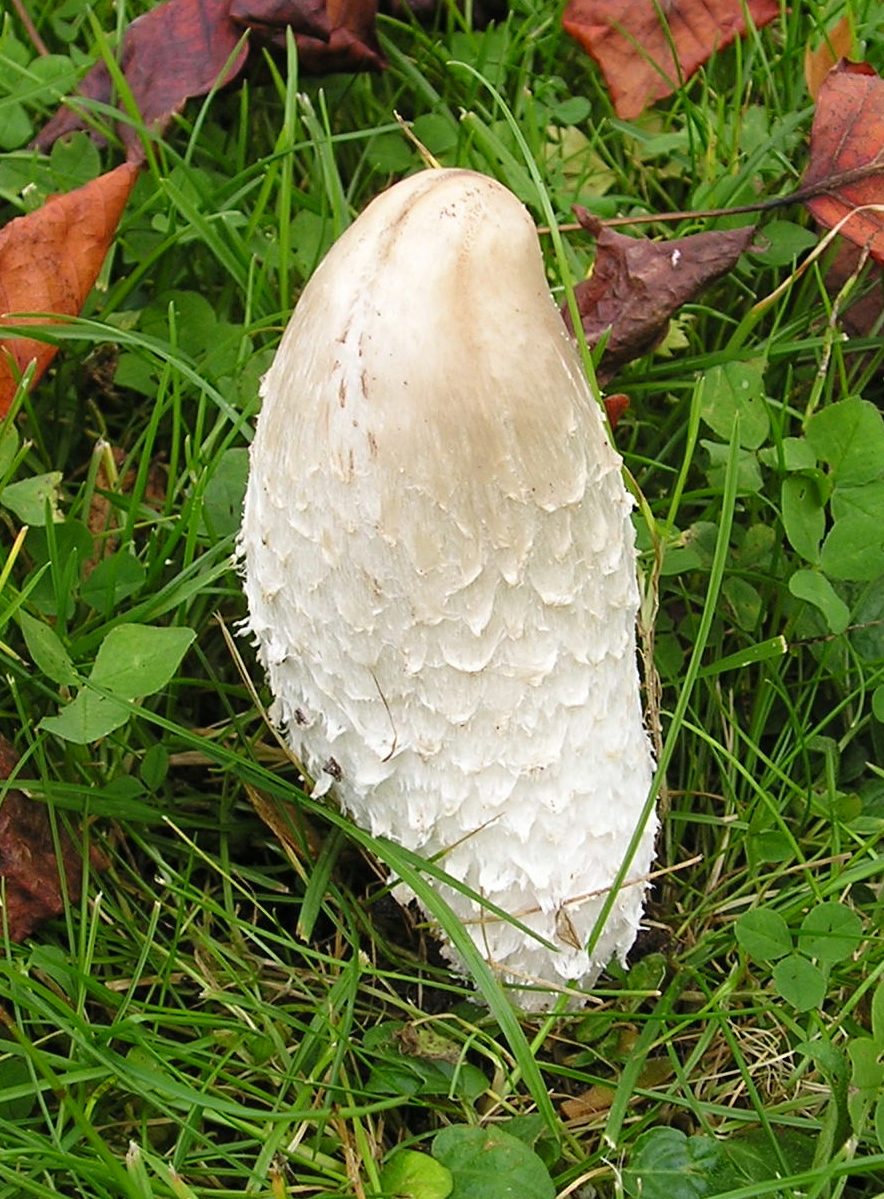
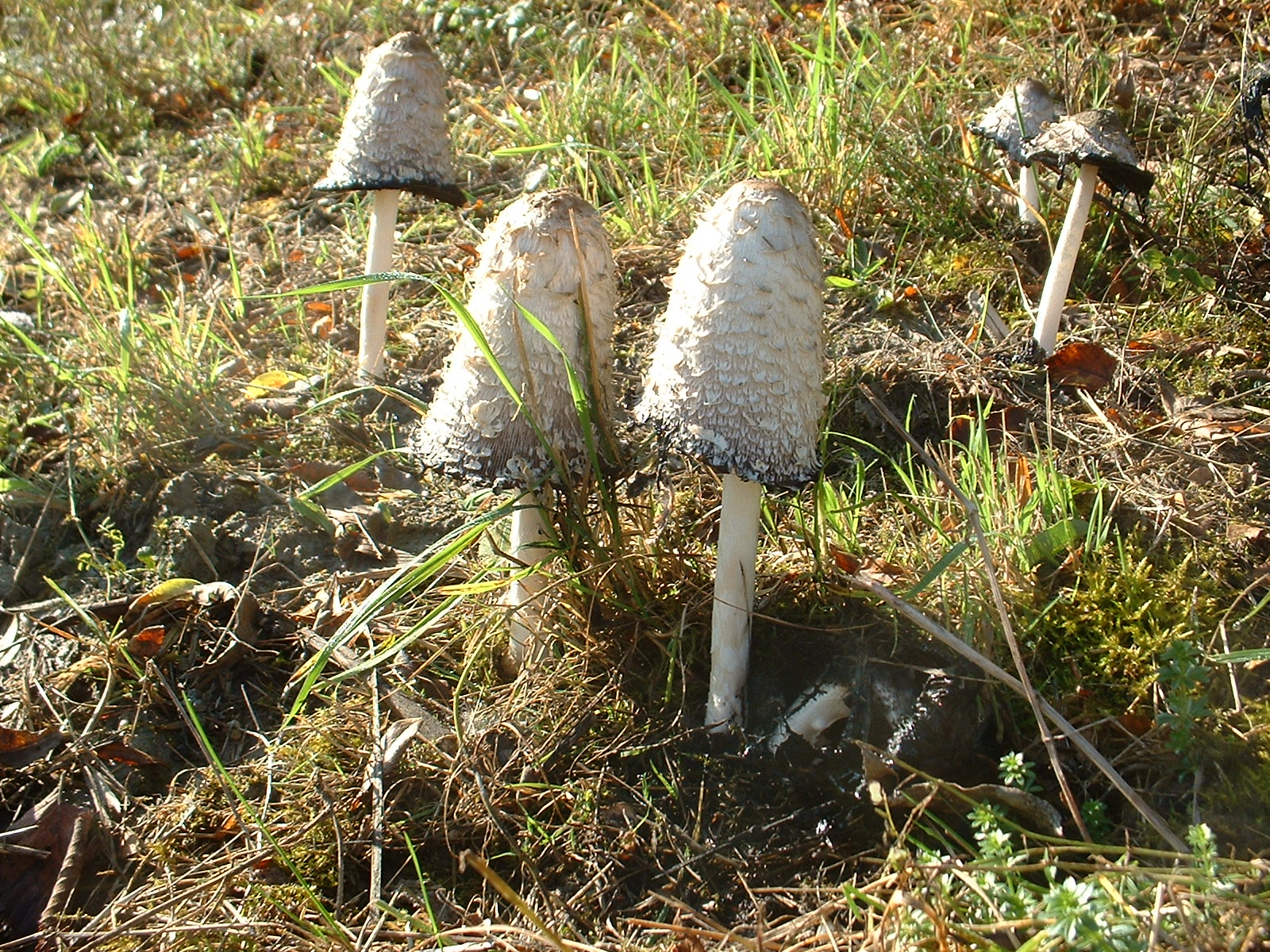

## Filatelia

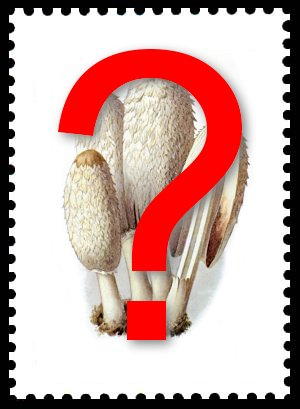
Australia - 35c (1981)
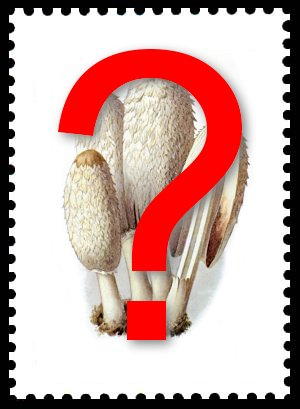
Isola di Man - 1£ (1995)

## Voci correlate

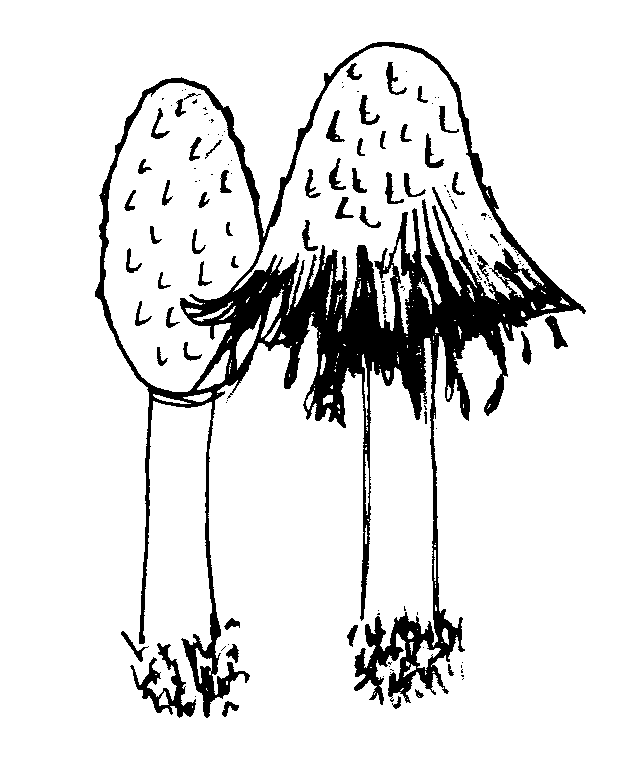
Disegno di C. comatus